# Julienne, Charente

Julienne este o comună în departamentul Charente, Franța. În 1 ianuarie 2022 avea o populație de 540 de locuitori.